# Alton Gansky
Alton Gansky is een Amerikaans schrijver die woont in Zuid Californië. Hij schreef zo'n 20 romans en 6 non-fictie boeken. Ook dient Alton als pastor drie Baptist Churches in Californië. Daarvoor was hij werkzaam in de brandbestrijding, architectuur en als zakenman.
Het was altijd zijn jongensdroom om boeken te schrijven en dan vooral met het doel, door fictie of non-fictie, een duidelijke boodschap mee te geven over geestelijke zaken.

## Boeken (Vertaald in het Nederlands)
- Crime Scene Jeruzalem (2008)
- Wonderkind (2002)
- Waterscheiding (2001)
- Verlaten stad (2000)
- Bezeten schip (2000)

## Boeken (Engelstalig)
- By My Hands
- Through My Eyes
- Terminal Justice
- Tarnished Image
- Marked for Mercy
- A Small Dose of Murder
- A Ship Possessed
- Vanished
- Distant Memory
- The Prodigy
- Dark Moon
- A Treasure Deep
- Out of Time
- Beneath the Ice
- The Incumbent
- Before Another Dies
- Submerged
- Director's Cut
- Crime Scene Jerusalem
- Finder's Fee
- Zero-G

- Uncovering the Bible's Greatest Mysteries
- Uncovering God's Mysterious Ways
- The Secrets God Kept
- In His Words
- What Really Matters Most
- 40 Days